# 紐克扎河
紐克扎河是俄羅斯的河流，屬於奧廖克馬河的右支流，由外貝加爾邊疆區負責管轄，河道全長583公里，流域面積32,100平方公里，河水主要來雨水，每年十月至翌年五月結冰。